# Решетки (Брянская область)
Решётки — село в Стародубском муниципальном округе Брянской области.

## География
Находится в южной части Брянской области на расстоянии приблизительно 16 км на северо-восток от районного центра города Стародуб.

## История
Упоминалось с начала XVII века как деревня. Во второй половине XVII века- магистратское владение, входило во 2-ю полковую сотню Стародубского полка. С XVIII века действовала Николаевская церковь (не сохранилась). В 1859 году здесь (село Стародубского уезда Черниговской губернии) было учтено 27 дворов, в 1892—127. В середине XX века работал колхоз «Красный молот». До 2019 года входило в состав Гарцевского сельского поселения Стародубского района, с 2019 по 2020 в Меленское сельское поселение до его упразднения.

## Население
Численность населения: 466 человека (1859 год), 798 (1892), 101 человек в 2002 году (русские 100 %), 34 в 2010.